# Gosford City
Koordinaten: 33° 26′ S, 151° 13′ O

Gosford City war ein lokales Verwaltungsgebiet (LGA) im australischen Bundesstaat New South Wales. Das Gebiet war 940 km² groß und hatte zuletzt etwa 162.000 Einwohner. 2016 ging es im neu geschaffenen Central Coast Council auf.
Gosford lag in der Central-Coast-Region des Staates und schloss im Süden an die Metropole Sydney an. Das Gebiet umfasste 101 Ortsteile und Ortschaften, darunter Avoca Beach, Bensville, Booker Bay, Erina, Ettalong, Glenworth Valley, Gosford, Greengrove, Killcare, Kincumber, Koolewong, MacMasters Beach, Mangrove Mountain, Mooney Mooney, Patonga, Pearl Beach, Terrigal, Wamberal, Wyoming, Woy Woy, Yattalunga und Teile von Holgate und Somersby. Der Sitz des City Councils befand sich in Gosford im Osten der LGA.

## Verwaltung
Der Gosford City Council hatte zehn Mitglieder, die von allen Bewohnern der LGA gewählt wurden. Gosford war nicht in Bezirke untergliedert. Aus dem Kreis der Councillor rekrutierte sich auch der Mayor (Bürgermeister) des Councils.